# Stade de Marchan
Le Stade de Marshan  (en arabe : ملعب مرشان) est un stade de football situé dans la ville de Tanger au Maroc, inauguré en 1939 par les colons espagnols sous le nom de Stade Municipal.

## Histoire
Le Stade de Marshan a été inauguré en 1939 par les colons espagnols sous le nom de Stade Municipal. Parmi les premiers clubs qui ont disputé des matchs pendant la colonisation espagnole au Maroc : Escuela Hispano Árabe, Unión Tangerina F.C, Athletic Club de Tánger, Racing Club de Tánger, ASF Tanger, etc.
Il fut l'enceinte du Al-Aksa Sporting Club  "' Moghreb Al-Aksa de Tanger ou Moghreb de Tanger actuellement"' et l'IR Tanger (mais depuis l'inauguration du nouveau stade de Tanger l'IR Tanger n'y joue plus ses matchs dans le Stade de Marshan).
Ce stade a subi en 2016, une transformation majeure puisque toute l'enceinte du stade a été démolie sauf pour l'entrée principale qui est restée comme vestige de l'ancien site. La ville de Tanger a réaménagé cette place en deux terrains de foot et un parc pour enfants qui s'inscrit dans  le projet de "Tanger Métropole".